# یونجه سیاه
یونجه سیاه (نام علمی: Medicago lupulina) نام یک گونه از سرده علف ماد است.

## نگارخانه

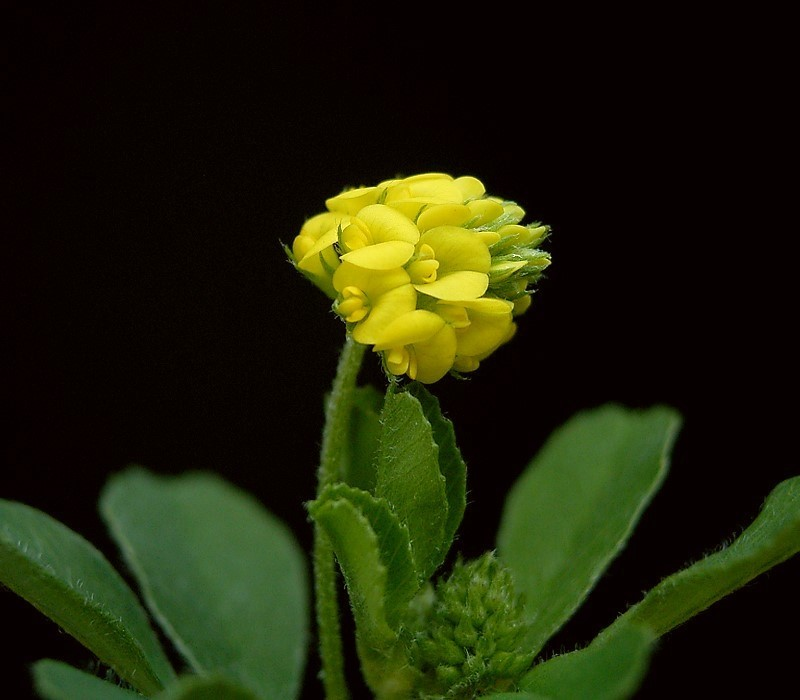
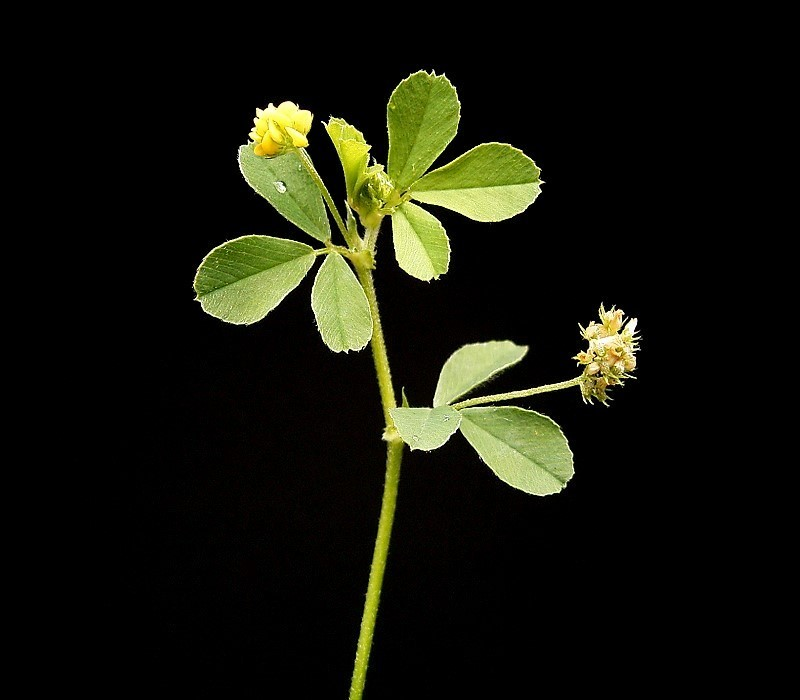
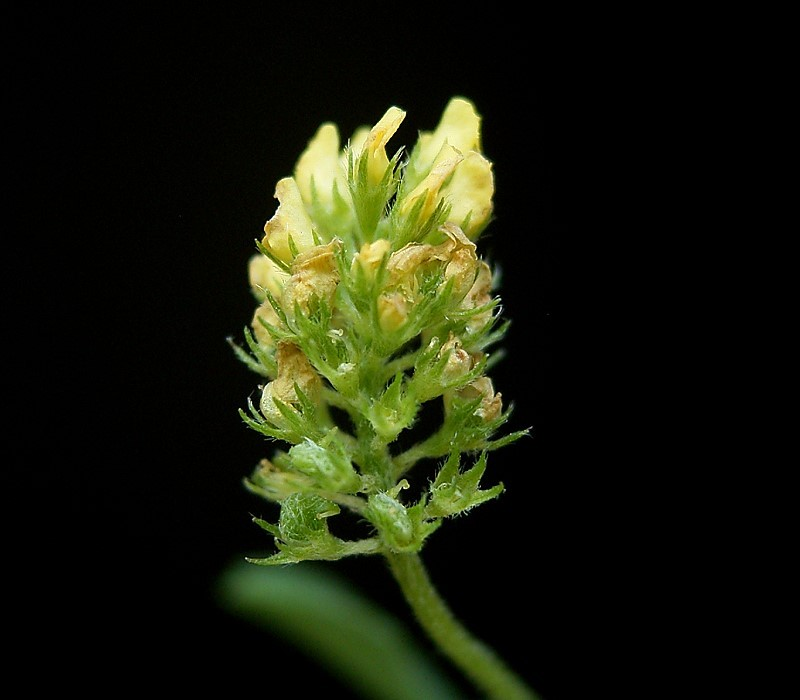
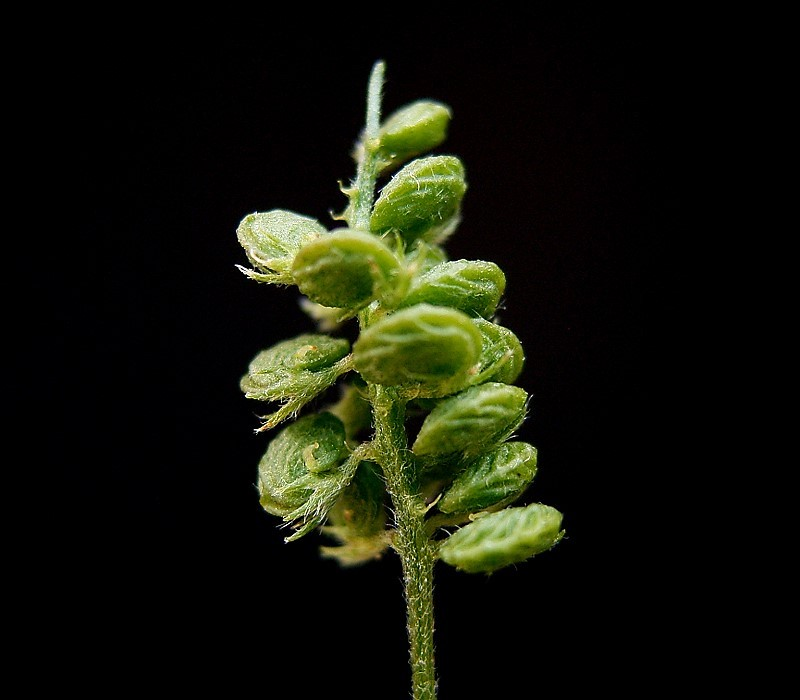
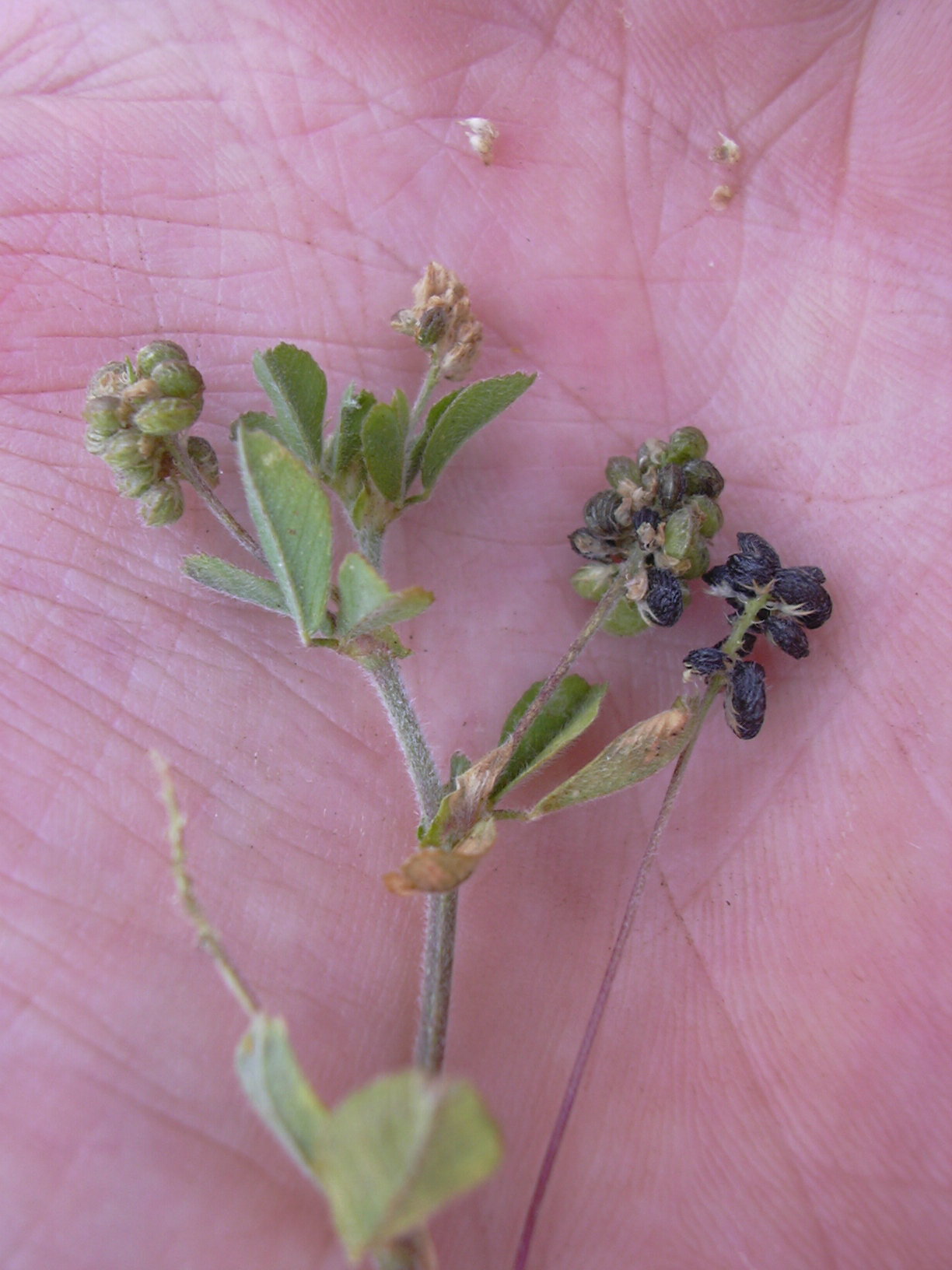
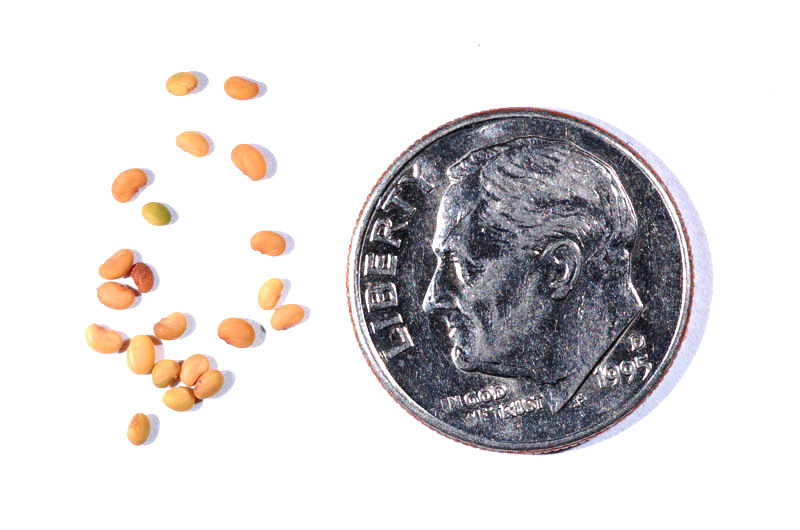
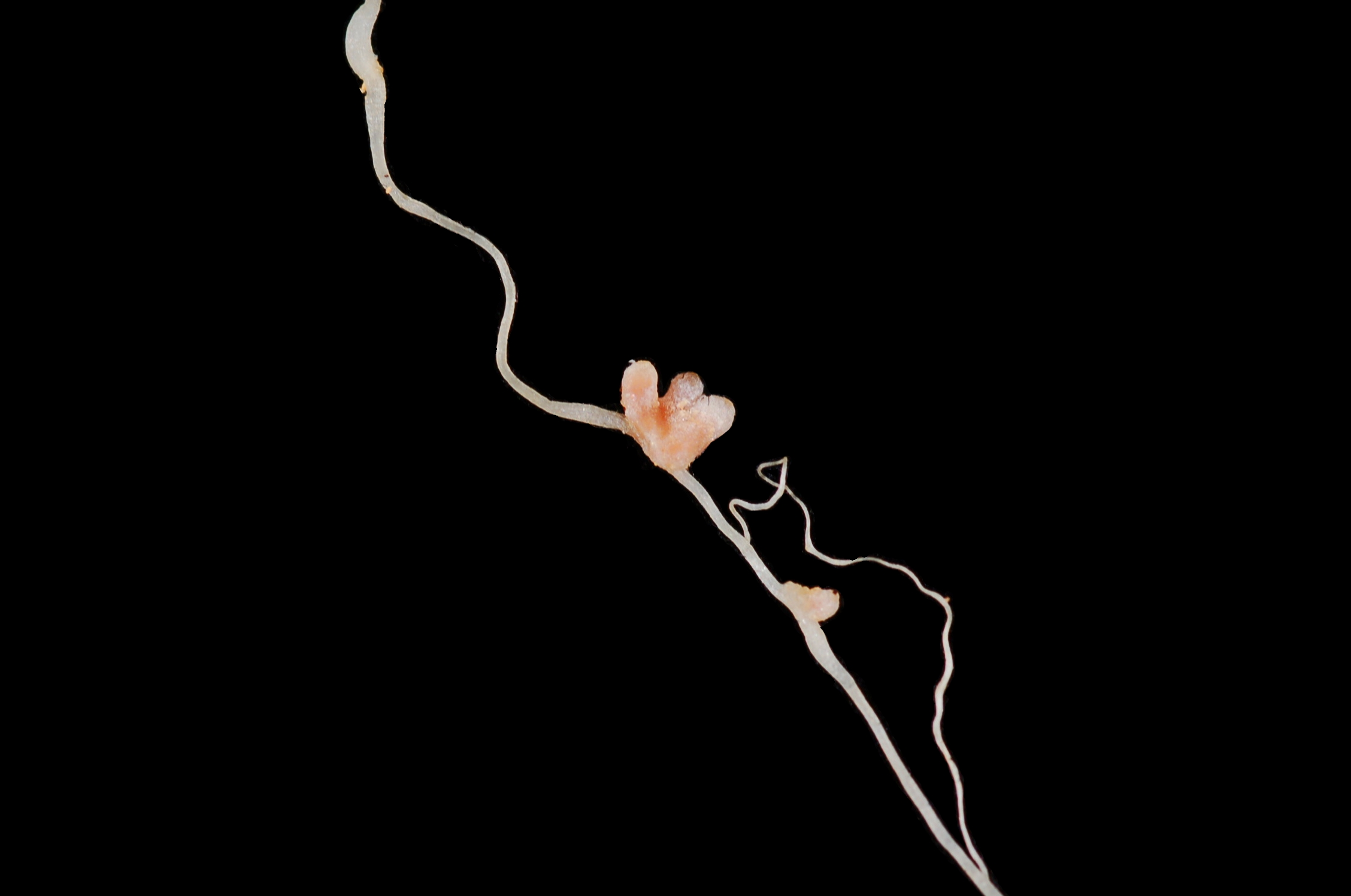
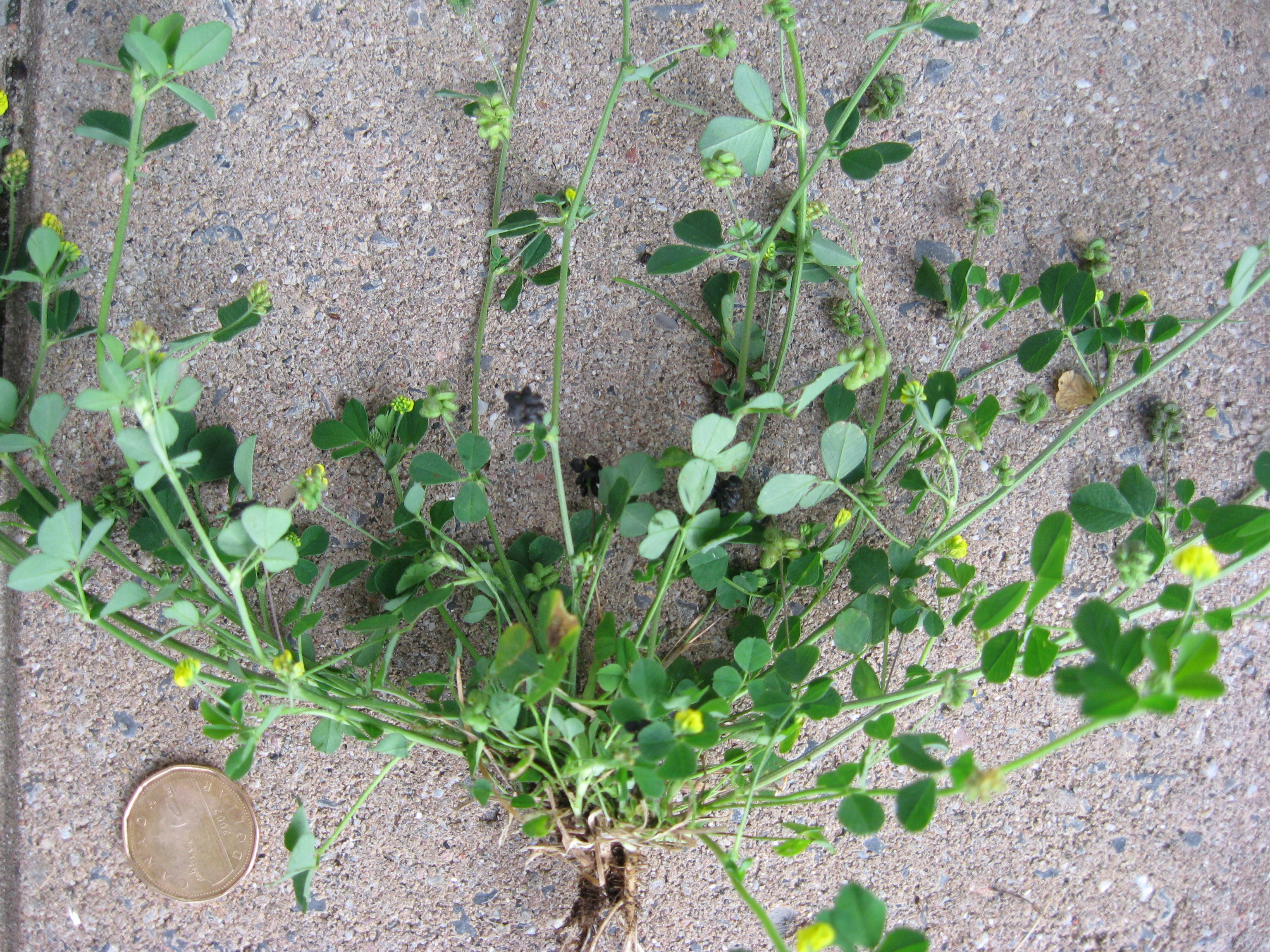